# Dorá
Dorá är en ort i Cypern.   Den ligger i distriktet Eparchía Lemesoú, i den sydvästra delen av landet, 70 km sydväst om huvudstaden Nicosia. Dorá ligger 746 meter över havet och antalet invånare är 192. Den ligger på ön Cypern.
Terrängen runt Dorá är huvudsakligen kuperad. Dorá ligger uppe på en höjd. Trakten runt Dorá är ganska glesbefolkad, med 21 invånare per kvadratkilometer. Närmaste större samhälle är Sotíra, 13,7 km sydost om Dorá. Trakten runt Dorá är i huvudsak ett öppet busklandskap.
Medelhavsklimat råder i trakten. Årsmedeltemperaturen i trakten är 21 °C. Den varmaste månaden är juli, då medeltemperaturen är 32 °C, och den kallaste är januari, med 10 °C. Genomsnittlig årsnederbörd är 572 millimeter. Den regnigaste månaden är januari, med i genomsnitt 123 mm nederbörd, och den torraste är augusti, med 2 mm nederbörd.